# Västergötlands runinskrifter 130
Västergötlands runinskrifter 130 är en vikingatida runsten i Skånum, Grolanda socken och Falköpings kommun. Runstenen är av gnejs, 2,4 meter hög, 0,75 meter bred och 0,15 meter tjock. Runhöjden är 9-11 centimeter. Ristarens namn är inte känt från någon annan runsten. Möjligen har samme ristare också ristat Vg 139. Den Gudmund som låtit resa Vg 130 är också möjligen samme man som Vg 139 är rest efter.

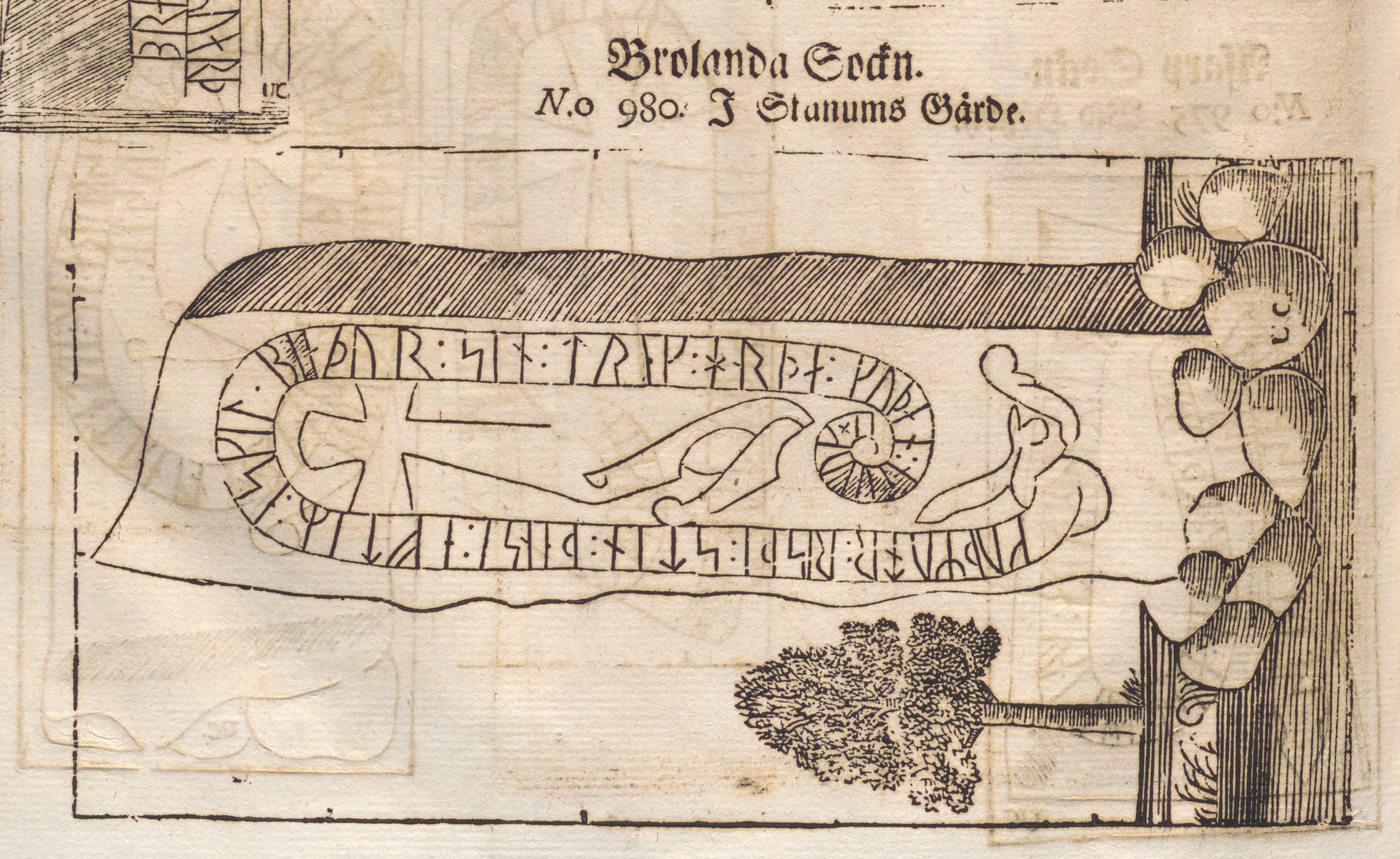
Vg 130 avbildad i Bautil.

## Inskriften
Translitterering av runraden:
: kuþmutr : rsþi : stin : þesi : eftiʀ : eskil : brþur : sin : trek : harþa : kuþan : h(k) : truki ·
Normalisering till runsvenska:
Guðmundr ræisti stæin þennsi æftiʀ Æskel, broður sinn, dræng harða goðan. Hiogg(?) Tryggvi(?).
Översättning till nusvenska:
Gudmund reste denna sten efter Eskil, sin broder, en mycket god ung man. Trygge(?) högg(?).